# Demagogi
Demagogi, efter græsk demos "folk" og agogos "førende", er forførelse af folket ved hjælp af taleevner.  
Betegnelsen bruges ofte af politikere om deres modstandere, når de forsøger at ophidse med usaglig og stærkt følelsesbetonet retorik eller populisme.

## Etymologi
Demagog ← græsk δημαγωγός demagogos "folkefører" ← δήμος démos "folk" + αγωγός agogos "leder"
Begreber der deler oprindelse med demagog.
- Demografi (δημογραφία demographia "befolkningsbeskrivelse")
- Demokrati (δημοκρατία demokratia "folkestyre")
- Pædagog (παιδαγωγός pædagogos "lærer")